# مارچوو (استان مونتانا)
مارچوو (به بلغاری: Marchevo) یک منطقهٔ مسکونی در بلغارستان است که در شهرستان بویچینوفتسی واقع شده‌است.